# Rivière Port-Daniel du Milieu
Pour les articles homonymes, voir Port-Daniel et Rivière du Milieu.
La Rivière Port-Daniel du Milieu coule dans la région administrative de la Gaspésie–Îles-de-la-Madeleine, dans la province de Québec, au Canada. Plus spécifiquement, cette rivière traverse successivement :
- la partie Sud du territoire non organisé de Rivière-Bonaventure (canton de Weir), dans la municipalité régionale de comté (MRC) Bonaventure ; et
- la municipalité de Port-Daniel–Gascons, dans la MRC Le Rocher-Percé.

## Géographie
La rivière Port-Daniel du Milieu est un affluent du barachois de la rivière Port-Daniel et s’ouvre vers le sud dans la baie de Port-Daniel, située sur la rive Nord de La Baie-des-Chaleurs ; cette dernière s'ouvre à son tour vers le sud-est du golfe du Saint-Laurent.
La rivière Port-Daniel du Milieu prend sa source de ruisseaux de montagne dans la partie sud-est du territoire non organisé de Rivière-Bonaventure. Cette source est située sur le versant sud de la ligne de départage des eaux ; le ruisseau Edgar (affluent du ruisseau Nadeau) drainant le versant nord. La partie supérieure de la rivière Port-Daniel du Milieu coule plus ou moins en parallèle du côté est de la Petite rivière Port-Daniel.
À partir de sa source, la rivière Port-Daniel du Milieu coule sur environ 25 km vers le sud, puis le sud-est, en milieu forestier et montagneux.

## Toponymie
Le toponyme Rivière Port-Daniel du Milieu a été officialisé le 5 décembre 1968 à la Commission de toponymie du Québec.